# Крусельяс, Хорхе
Хорхе Луис Крусельяс Альварес (исп. Jorge Luis Crusellas Álvarez; род. 28 июля 1966, Сан-Луис, Пинар-дель-Рио) — кубинский легкоатлет, специалист по бегу на короткие дистанции. Выступал за сборную Кубы по лёгкой атлетике в 1990-х годах, обладатель серебряной медали Игр доброй воли, чемпион Панамериканских игр, чемпион Центральноамериканских и Карибских игр, победитель иберо-американского чемпионата, участник летних Олимпийских игр в Атланте.

## Биография
Хорхе Крусельяс родился 28 июля 1966 года в муниципалитете Сан-Луис провинции Пинар-дель-Рио, Куба.
Первого серьёзного успеха в лёгкой атлетике на международном уровне добился в сезоне 1994 года, когда вошёл в состав кубинской сборной и выступил на Играх доброй воли в Санкт-Петербурге, где вместе с соотечественниками выиграл серебряную медаль в зачёте эстафеты 4×400 метров, пропустив вперёд только команду США.
В 1995 году на чемпионате Центральной Америки в Гватемале завоевал бронзовую награду в беге на 400 метров, установив при этом свой личный рекорд — 45,65. На Панамериканских играх в Мар-дель-Плате одержал победу в эстафете 4×400 метров. На чемпионате мира в Гётеборге дошёл до четвертьфинала в 400-метровой дисциплине и занял шестое место в эстафете 4×400 метров.
В 1996 году на иберо-американском чемпионате в Медельине взял бронзу в индивидуальном беге на 400 метров и победил в эстафете 4×400 метров. Благодаря череде успешных выступлений удостоился права защищать честь страны на летних Олимпийских играх в Атланте — в ходе предварительного квалификационного этапа эстафеты 4×400 метров со своей командой показал время 3:05.75, чего оказалось недостаточно для выхода в полуфинальную стадию соревнований.
В 1997 году в 400-метровом беге получил серебро на чемпионате Кубы в Гаване, финишировал четвёртым на иберо-американском чемпионате в Сан-Хуане (здесь также стал серебряным призёром в эстафете 4×400 метров).
В 1998 году завоевал золотую награду в эстафете 4×400 метров на Центральноамериканских и Карибских играх в Маракайбо.
В 1999 году на домашних соревнованиях в Камагуэе установил личный рекорд в беге на 200 метров на открытом стадионе — 20,97. На чемпионате Кубы в Гаване в дисциплинах 200 и 400 метров был четвёртым. На Панамериканских играх в Виннипеге показал четвёртый результат в зачёте эстафеты 4×400 метров.
В 2000 году на чемпионате Кубы в Гаване занял пятое место на дистанции 400 метров и по окончании сезона завершил спортивную карьеру.